# Liste der Kulturgüter in Wettswil am Albis
Die Liste der Kulturgüter in Wettswil am Albis enthält alle Objekte in der Gemeinde Wettswil am Albis im Kanton Zürich, die gemäss der Haager Konvention zum Schutz von Kulturgut bei bewaffneten Konflikten, dem Bundesgesetz vom 20. Juni 2014 über den Schutz der Kulturgüter bei bewaffneten Konflikten sowie der Verordnung vom 29. Oktober 2014 über den Schutz der Kulturgüter bei bewaffneten Konflikten unter Schutz stehen.
Es sind weder Objekte der Kategorie A, noch Objekte der Kategorie B im Gemeindegebiet ausgewiesen, Objekte der Kategorie C fehlen zurzeit (Stand: 1. Januar 2022). Unter übrige Baudenkmäler sind weitere geschützte Objekte zu finden, die im Verzeichnis der Objekte von überkommunaler Bedeutung der kantonalen Denkmalpflege zu finden und nicht bereits in der Liste der Kulturgüter enthalten sind.

## Übrige Baudenkmäler
| ID       | Foto |                 | Objekt                                 | Kat.   | Typ | Standort                                                   | Beschreibung |
| -------- | ---- | --------------- | -------------------------------------- | ------ | --- | ---------------------------------------------------------- | ------------ |
| 01400268 | ja   | Datei hochladen | Schulhaus Mettlen I                    | B reg. | G   | Dettenbühl-Strasse 2 / Schulstrasse 10 678337 / 243642     |              |
| 01400335 | ja   | Datei hochladen | Schulhaus Mettlen II                   | B reg. | G   | Dettenbühl-Strasse 4 / Schulstrasse 10 bei 678396 / 243587 |              |
| 01400336 | ja   | Datei hochladen | Turnhalle Mettlen II                   | B reg. | G   | Dettenbühl-Strasse 8 / bei Schulstrasse 10 678352 / 243546 |              |
| 01400710 | ja   | Datei hochladen | Primarschulhaus Wolfetsloh             | B reg. | G   | Hirsächersteig 17 678431 / 242901                          |              |
| 01400711 | ja   | Datei hochladen | Turnhalle / Hallenbad / Abwartswohnung | B reg. | G   | Hirsächersteig 15 678476 / 242865                          |              |

Legende: Im Wesentlichen siehe Legende der Liste der Kulturgüter von nationaler und regionaler Bedeutung, mit folgenden Ausnahmen:
- Anstelle der KGS-Nummer wird als Objekt-Identifikator (ID) die Inventarnummer im Verzeichnis der Objekte von überkommunaler Bedeutung des kantonalen Denkmalschutzamtes verwendet.
- Bei den Kategorien wird wie folgt unterschieden: B kant. = Objekt von kantonaler Bedeutung (Kanton Zürich); B reg. = Objekt von regionaler Bedeutung (Kanton Zürich).